# Graptomyza javensis
Graptomyza javensis är en tvåvingeart som beskrevs av Greene 1949. Graptomyza javensis ingår i släktet Graptomyza och familjen blomflugor. Inga underarter finns listade i Catalogue of Life.